# Antigua i Barbuda na Mistrzostwach Świata w Lekkoatletyce 2017
Antigua i Barbuda na Mistrzostwach Świata w Lekkoatletyce 2017 – reprezentacja Antigua i Barbudy podczas Mistrzostw Świata w Londynie liczyła 7 zawodników, którzy nie zdobyli medalu.
Chavaughn Walsh po pierwszym biegu doznał kontuzji pachwiny i podjął decyzję o wycofaniu się z kolejnych biegów. Inny sportowiec Richard Richardson podczas treningów upadł i doznał urazu golenia. Trener kadry Carl Casey podjął decyzję, że cała drużyna nie wystąpi w sztafecie 4 × 100 m.

## Skład reprezentacji
| Zawodnik                                                                   | Konkurencja        | Preeliminacje | Preeliminacje | Eliminacje | Eliminacje | Półfinał | Półfinał | Finał    | Finał   |
| Zawodnik                                                                   | Konkurencja        | Rezultat      | Pozycja       | Rezultat   | Pozycja    | Rezultat | Pozycja  | Rezultat | Pozycja |
| -------------------------------------------------------------------------- | ------------------ | ------------- | ------------- | ---------- | ---------- | -------- | -------- | -------- | ------- |
| Cejhae Greene                                                              | Bieg na 100 m      | BYE           | BYE           | 10,21      | 19. Q      | 10,64    | 24.      | NQ       | NQ      |
| Chavaughn Walsh                                                            | Bieg na 100 m      | 10,44         | 11. Q         | DNS        | DNS        | NQ       | NQ       | NQ       | NQ      |
| Daniel Bailey Cejhae Greene Richard Richardson Chavaughn Walsh Tahir Walsh | Sztafeta 4 × 100 m | —             | —             | DNS        | DNS        | —        | —        | NQ       | NQ      |